# Gållsmyrtjärnen
Gållsmyrtjärnen är en sjö i Hudiksvalls kommun i Hälsingland och ingår i Harmångersån-Delångersåns kustområde. Sjöns area är 0,02 kvadratkilometer och den är belägen 43 meter över havet.